# Point Lay
Point Lay ist ein Census-designated place im North Slope Borough in Alaska in den Vereinigten Staaten. Das U.S. Census Bureau hat bei der Volkszählung 2020 eine Einwohnerzahl von 330 ermittelt.

## Geografie
Point Lay liegt südlich der Mündung des Kokolik River an der Küste der Tschuktschensee. 300 Meilen nordöstlich von Point Lay liegt die Stadt Barrow, der Verwaltungssitz des North Slope Boroughs. In der Gegend herrscht ein arktisches Klima. Die Tschuktschensee ist in den Monaten Juni bis September eisfrei.

## Geschichte
Point Lay gehört zu den Gebieten an der arktischen Küste, die vom Eskimo-Stamm der Inupiat besiedelt wurden. Die tief zerklüftete Küste verhinderte den Grönlandwal-Walfang, jedoch wird in der Gegend Weißwal-Fang betrieben. Wegen der häufigen Überflutungen durch den Kokolik River wurde die Ortschaft in den späteren 1970er Jahren nach Süden in die Nähe der Air Force Distance Early Warning Station verlegt. Seit 1980 ist Point Ley ein census-designated place.

## Demografie
Zum Zeitpunkt der Volkszählung im Jahre 2000 (U.S. Census 2000) hatte Point Lay 247 Einwohner auf einer Landfläche von 78,9 km². Das Durchschnittsalter betrug 20,8 Jahre (nationaler Durchschnitt der USA: 35,3 Jahre). Das Pro-Kopf-Einkommen (engl. per capita income) lag bei US-Dollar 18.003 (nationaler Durchschnitt der USA: US-Dollar 21.587). 7,4 % der Einwohner lagen mit ihrem Einkommen unter der Armutsgrenze (nationaler Durchschnitt der USA: 12,4 %). 88,3 % der Einwohner von Point Lay sind Nachkommen der Ureinwohner Alaskas, die in dem bundesweit anerkannten Indianerreservat Village of Point Lay leben.

## Wirtschaft und Infrastruktur

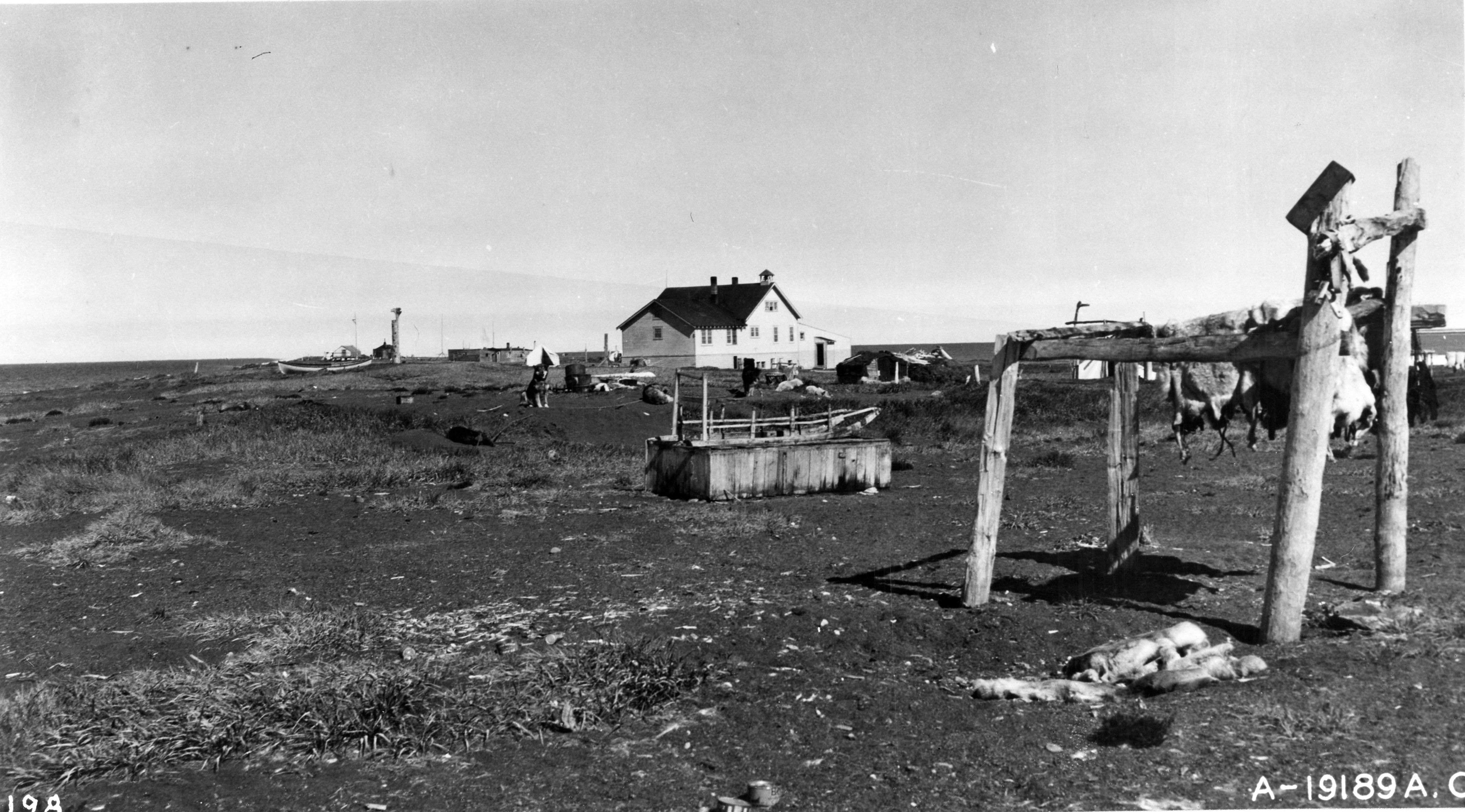
1940er Jahre

Arbeitsmöglichkeiten bietet hauptsächlich die Verwaltung des Boroughs. Die Einwohner ernähren sich von Seehunden, Walrössen, Weißwal, Karibu und Fisch. In der Stadt gibt es eine Schule und ein Krankenhaus, die Point Lay Clinic. In Point Lay gibt es einen öffentlichen von der U.S. Air Force betriebenen Flugplatz Point Lay, der die einzige ganzjährige Erreichbarkeit des auf dem Landweg isolierten Gebietes garantiert.